# Erica dolfiana
Erica dolfiana är en ljungväxtart som beskrevs av Edward George Hudson Oliver. Erica dolfiana ingår i släktet klockljungssläktet, och familjen ljungväxter. Inga underarter finns listade i Catalogue of Life.